# Grandes Chroniques de France

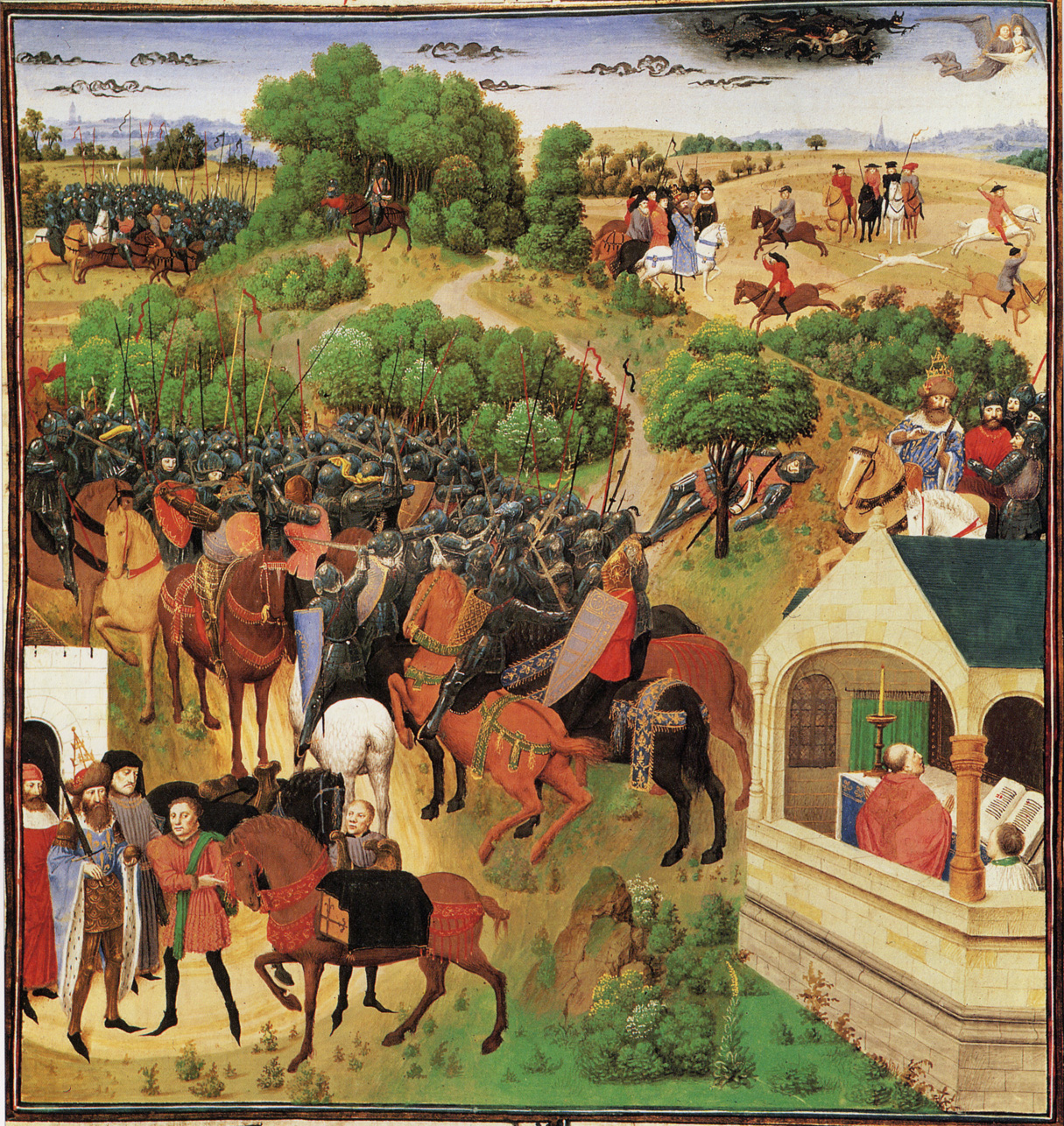
Acht scènes uit de geschiedenis van Roeland uit het exemplaar van Filips de Goede midden 15e eeuw.

De Grandes Chroniques de France is een vertaling in het vernaculair van de Kronieken van Saint-Denis, een reeks Latijnse kronieken. De 'Grandes Chroniques de France' werden geschreven tussen de 13e en de 15e eeuw. Zij traceren de geschiedenis van de koningen van Frankrijk en hun voorgangers van bij de ondergang van Troje tot 1461. Er zijn 132 manuscripten bewaard gebleven die dateren van tussen 1274 en 1422, waarvan er 69 geïllustreerd zijn. Vanaf 1477 werd het werk ook in druk uitgegeven bij Pasquier Bonhomme, en in 1493 door de librarius Antoine Vérard in een geïllustreerde versie, waarvan een exemplaar gedrukt op perkament voor Karel VIII was bestemd.

## Ontstaan
De kroniek werd samengesteld in opdracht van Lodewijk de Heilige door Primat van Saint Denis die zijn werk 'Le Roman des Rois' noemde. Hij begon aan het werk omstreeks 1270 en baseerde zich in eerste instantie op een samenvattend werk dat nu bewaard wordt in de Bibliothèque nationale de France als Latin 5925.Het was eigenlijk een bloemlezing uit allerhande Latijnse kronieken, zoals onder meer die van Aimoin van Fleury (Gesta regum Francorum), Sigebert de Gembloux (Chronicon sive Chronographia), Einhard (Vita Caroli Magni), de Pseudo-Turpin (Historia Caroli Magni], Hugo van Fleury de opvolger van Aimoin, en Guillaume de Jumièges (Gesta Normannorum Ducum, die werd samengesteld omstreeks 1250 en de geschiedenis van het koningshuis behandelde tot 1223. Deze tekst werd later uitgebreid met werk van Richard Lescot en Guillaume de Nangis.

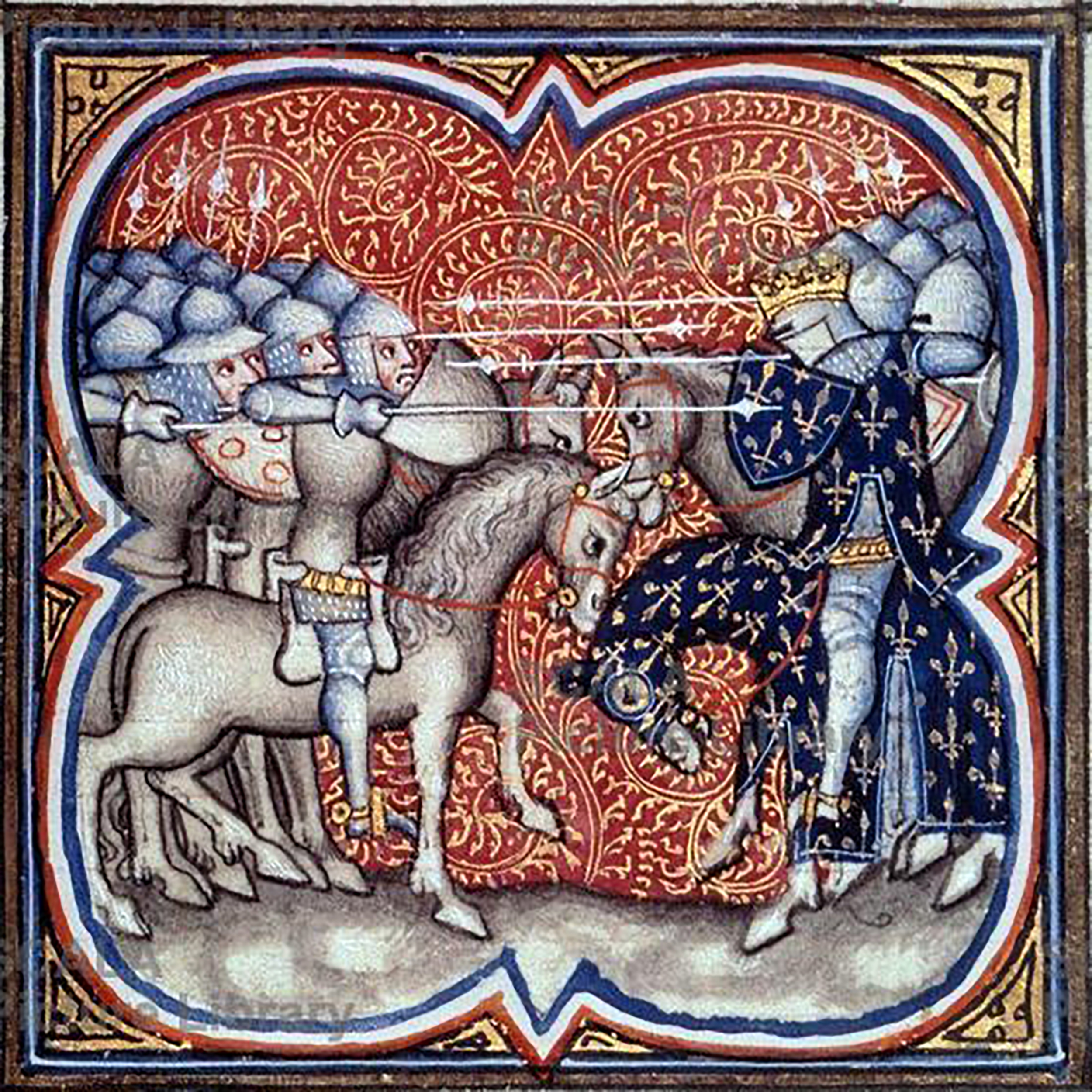
Karel Martel bevecht de Saracenen.

Hij gebruikte ook werken uit de toen opkomende vernaculaire historiografie zoals onder meer de Chronique des rois de France van de Anonymus van Chantilly en de Abrégé de l'histoire de France van de minnistreel van Alphonse de Poitiers en paste zijn stijl aan de stijl van “feitelijke literatuur” die ontstaan was in die sector van de vernaculaire historiografie.

## Uitwerking
Primat had de informatie uit zijn basiswerk uitgewerkt in een genealogisch kader tot een reeks van biografieën van de Franse koningen. Hij beschreef alleen maar de regeerperiode: vanaf de kroning tot het overlijden van de koning. Het samenvattende werk van de Saint Denis kronieken, de BnF Latin 5925, die hij gebruikte als basis, werd aangevuld met materiaal uit andere bronnen en herwerkt. Het origineel was een verzameling van los van elkaar staande geschiedenissen terwijl de Grandes Chroniques geconcipieerd werd als een samenhangend verhaal. Het bracht de geschiedenis van de Franse koningen van bij de Val van Troje, over de Merovingen, de Karolingen en het huis Capet tot  Filips II (1223).
De kroniek van Primat werd vanaf 1274 tot de helft van de 14e eeuw verder uitgewerkt in de abdij door kroniekschrijvers van Saint Denis zoals Richard Lescot en Guillaume de Nangis. Die laatste screef een Latijnse levensbeschrijving van Lodewijk IX en van Filips III, de Gesta Sancti Ludovici , en Gesta Philippi Regis Franciæ en vertaalde zelf die werken in het Frans. Omstreeks 1350 schreef Richard Lescot het vervolg op de kroniek tot aan de dood van Filips VI van Frankrijk de eerste koning van het huis Valois.
Daarna werd de kroniek overgenomen door het koningshuis. Het werd nu rechtstreeks in het Oudfrans geschreven en niet meer vertaald uit het Latijn. Pierre d’Orgemont, notaris en secretaris op de kanselarij van Karel V voegt op diens vraag de geschiedenis van de regering van Jan de Goede en zijn zoon, Karel V zelf, toe. Deze versie van de kronieken werd gepubliceerd in 1377; men voegde er later nog een vervolg aan toe tot in 1379, twee jaar voor het overlijden van Karel V. Deze versie kwam terecht bij de librariërs in Parijs die er nog enkele hoofdstukken aan toe voegden om het leven van Karel V af te sluiten en te beginnen met de beschrijving van Karel VI.

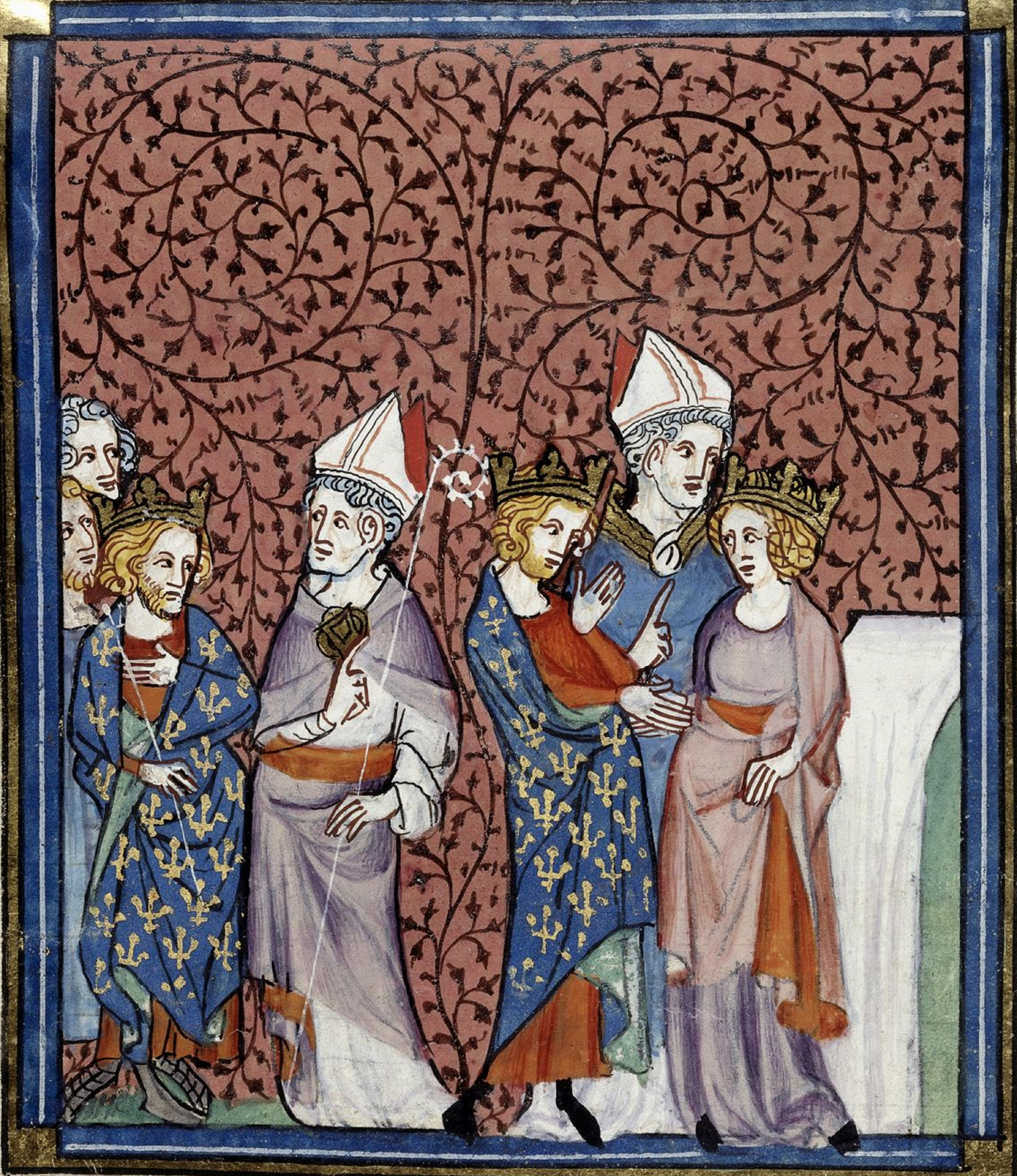
Hendrik I stuurt een bisschop op zending en zijn huwelijk met Anna van Kiev.

Jean Chartier, een monnik van Saint Denis die in 1437 tot historiograaf van Karel VII was benoemd, schreef een kroniek over het leven van Karel VII die werd toegevoegd aan de Grandes Chroniques. Zijn werk stopt in 1450, het jaar dat hij met Karel VII op een militaire campagne naar Normandië vertrekt.
Na 1500 neemt het succes van les Grandes Chroniques de France zienderogen af en worden er geen nieuwe boeken meer gepubliceerd. Blijkbaar hadden de intellectuelen uit die periode het niet meer zo begrepen op de eenzijdige koninklijke geschiedenis, die de successen van de koningen in het licht plaatste maar zweeg over de nederlagen en misstappen.

## Weblinks
- Grandes Chroniques de France Maître du couronnement de Charles VI oline raadplegen op Gallica
- Les Grandes Chroniques de France Gutenberg Ebookvan de versie gepubliceerd door M. Paulin, Parijs, 1836